# Johan Splinter Stavorinus

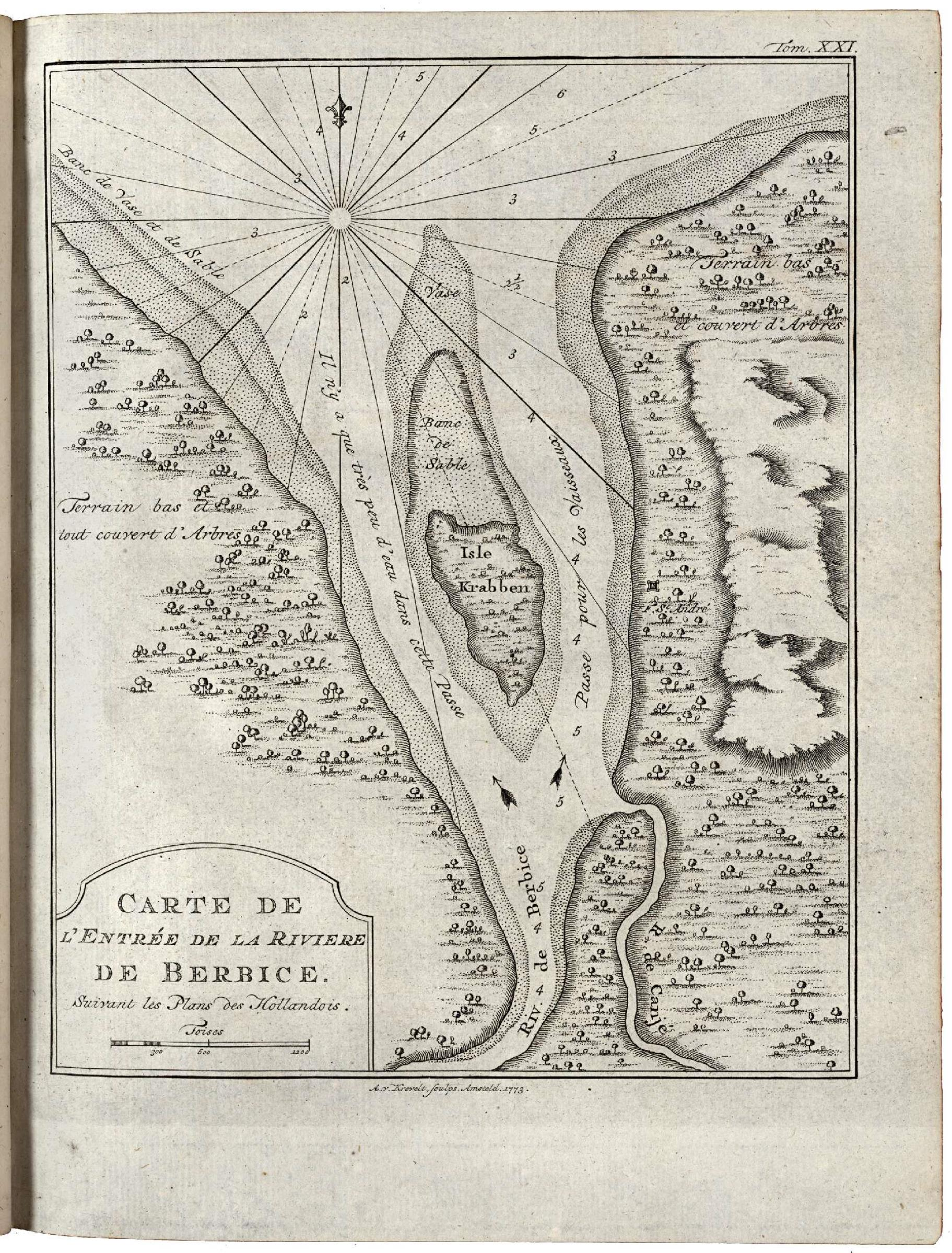
De monding van de Berbice rivier.

Johan Splinter Stavorinus (Middelburg, 4 juni 1739 - Middelburg, 7 november 1788) was een zeeman in dienst van de Admiraliteit van Zeeland en van de VOC. Op veel van zijn reizen in Azië maakte hij uitgebreide notities die na zijn dood door zijn zoon werden uitgegeven als reisverhalen.

## Expeditie naar Berbice
Stavorinus werd geboren in Middelburg als zoon van Jan Stavorinus en Catharina den Hollander. De familie kwam oorspronkelijk uit Alphen aan de Rijn, maar zijn vader, ook zeeman, verhuisde bij zijn indiensttreding bij de Zeeuwse Admiraliteit naar Middelburg. In 1756 trouwde hij, nog maar 17 jaar, met Christina Claudoré, een meisje uit een bekende handelsfamilie. Zij zouden vier kinderen krijgen. Ook Johan Splinter nam dienst bij de Admiraliteit, op jonge leeftijd. In 1763 nam hij deel aan een eskader dat moest helpen de slavenopstand van Berbice te onderdrukken. De plaatselijke gouverneur, Wolfert Simon van Hoogenheim, had de Staten-Generaal om hulp gevraagd. Enkele fregatten en barken onder bevel van kapitein Maerten Haringman werden naar Berbice gezonden. Meerdere schepen voeren daar in december de rivier op en voerden stroomopwaarts enkele acties uit. Stavorinus had als luitenant het bevel over de bark Zeven Provinciën.

## In dienst van de VOC
In 1766 werd Stavorinus bevorderd tot kapitein-ter-zee. Twee jaar later stapte hij over naar de VOC, met behoud van zijn rang bij de marine. Dit was niet ongebruikelijk in vredestijd, omdat er dan bij de marine niet veel te doen was en er weinig mogelijkheden waren om carrière te maken. Hij voer als kapitein op het VOC-schip Snoek naar Indië.

### Eerste reis

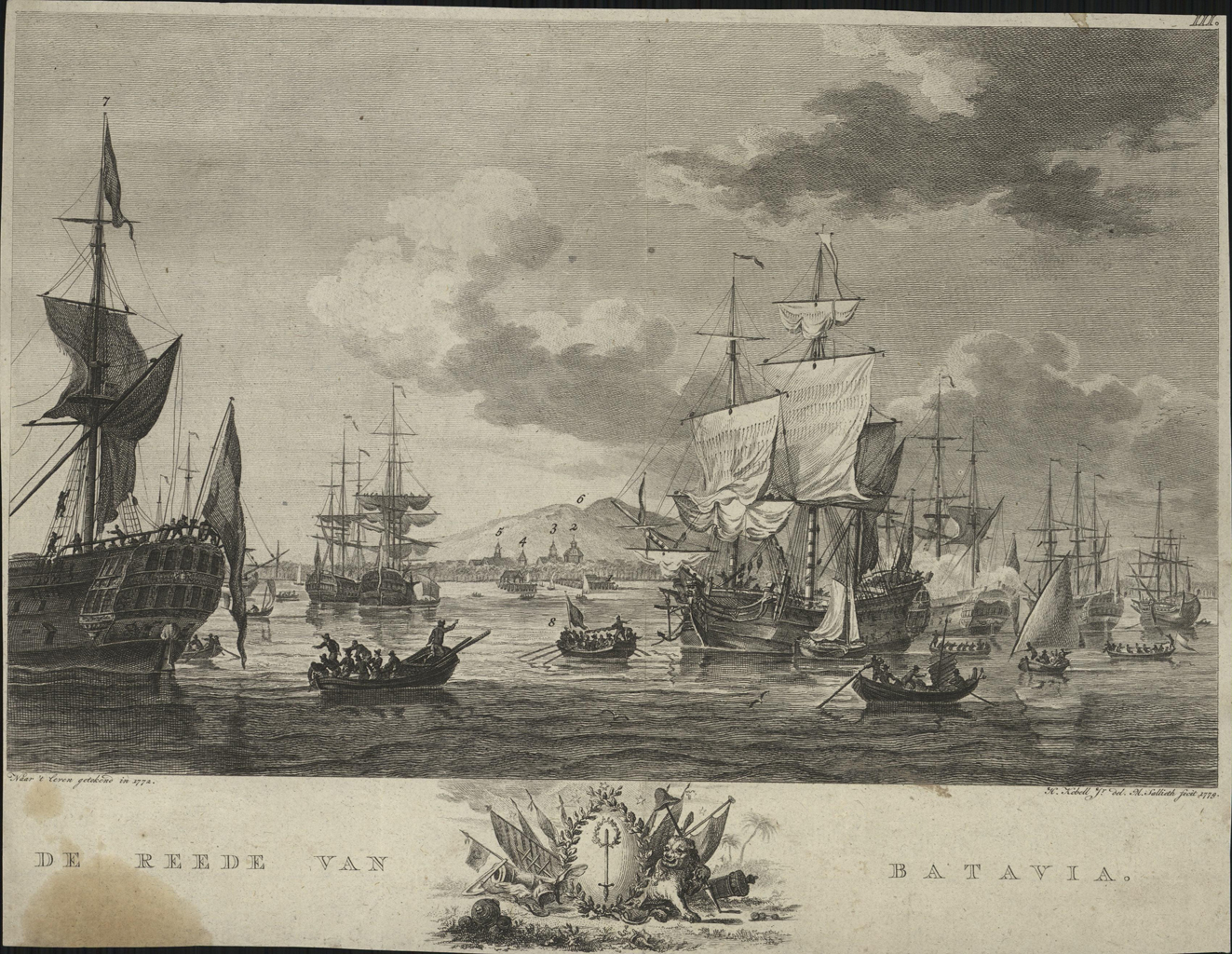
Schepen op de rede van Batavia rond 1770.

In de drie jaar daarna voer Stavorinus op de inter-Aziatische vaart, eerst op de Snoek, later op de Cornelia Hillegonda. Hij bezocht hierbij de Kaap de Goede Hoop, Batavia, Bantam en Bengalen, en verzamelde over die plaatsen informatie. In Batavia ontmoette hij eind 1770 James Cook die met het 'oorlogscheepje' Endeavour op de terugreis was van zijn eerste ontdekkingsreis in de Grote Oceaan. De scheepsromp van de Endeavour werd gerepareerd op het eiland Onrust, tot grote tevredenheid van Cook. De Engelsen hadden een 'wilde' aan boord die uit 'Otaheite' kwam (Tahiti), met wie zij in gebarentaal communiceerden. 'Zijn voorkomen was droefgeestig, en vreesachtig' en hij was gekleed in een wit gewaad, hetgeen hem 'toescheen van boomschors gemaakt te zijn'. 'Hij wilde niets eeten van het geen hem voortgezet werd; maar sloeg zijne oogen al tijd heen en weder, als iemand die in de grootste verwondering is opgetoogen.' Deze man, Tupaia geheten, was op dat moment al ziek, en zou in december zoals zoveel anderen in Batavia bezwijken.
Als kapitein van de Huys ter Mije keerde Stavorinus in de retourvloot van 1771 met elf schepen onder commandeur Fredrik Kelger terug naar de Republiek. Cook had een kopie van zijn journaal en enkele kaarten voor de Britse marine aan Kelger meegegeven. Stavorinus' aantekeningen zouden in 1793 door zijn zoon worden uitgegeven als het eerste deel van zijn reisverslagen: Reize van Zeeland over de Kaap de Goede Hoop naar Batavia, Bantam, Bengalen, enz. gedaan in de jaaren MDCCLXVIII tot MDCCLXXI, door den heer J.S. Stavorinus... gevolgd van eenige belangrijke Aanmerkingen over den aart, gewoonten, levenswijze, godsdienstplegtigheden en koophandel der volkeren in die gewesten.

### Tweede reis

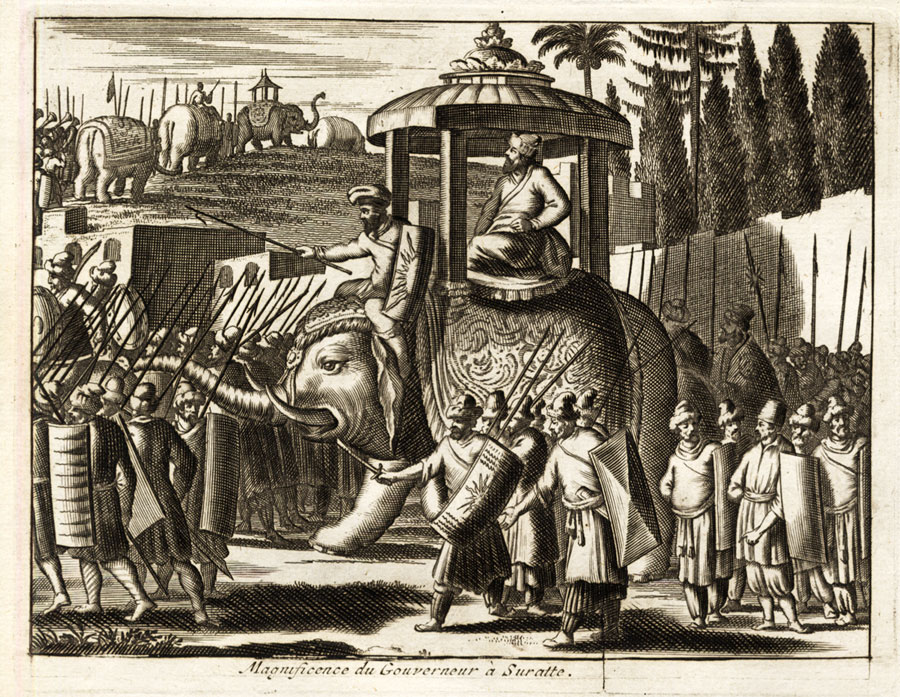
Optocht met de Mogol gouverneur van Suratte gezeten op een olifant.

In 1774 vertrok hij op de Ouwerkerk voor een tweede periode van drie jaar in Azië. Nu bezocht hij ook de noordkust van Java, Ambon, Makassar en twee maal Suratte. Eind 1777 vertrok hij weer uit Batavia, bracht een maand door aan de Kaap de Goede Hoop, en kwam op 22 juli 1778 weer terug in Zeeland. Zijn aantekeningen uit deze periode werden in 1797 in twee delen uitgegeven. Reize van Zeeland over de Kaap de Goede Hoop en Batavia, naar Samarang, Macasser, Amboina, Suratte, enz.

## Expeditie naar Riouw

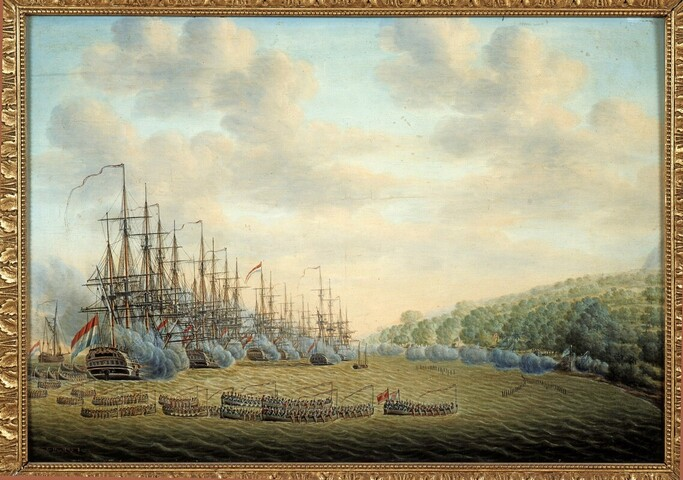
Het eskader van Van Braam voor de kust van Malakka.

Terug bij de Admiraliteit van Zeeland nam hij met het fregat St. Maartensdijk een aantal jaren deel aan eskaders die in en rond de Noordzee kruisten om retourschepen van de VOC en andere koopvaarders te begeleiden. De Vierde Engels-Nederlandse Oorlog was uitgebroken in 1780. In 1781 werd hij gevraagd voor de expeditie van Jacob Pieter van Braam. Deze had hij al ontmoet in Bengalen toen Van Braam daar equipagemeester was in dienst van de VOC. Stavorinus vertrok op het oorlogsschip Goes, met een bemanning van 300 koppen en 50 kanonnen, voor de derde keer naar Azië. Van Braams eskader van vier linieschepen en twee fregatten moest de VOC bijstand verlenen in de oorlog, maar vertrok pas in maart 1783 en kwam een jaar later in Batavia aan. Toen was de oorlog inmiddels weer afgelopen, en had de VOC onherstelbare schade geleden. In overleg met gouverneur-generaal Alting kon het eskader ingezet worden om Malakka te ontzetten. Dat werd belegerd door de vorst van Riouw, waar een Boeginese dynastie zich gevestigd had. In juni 1784 werd de stad door het eskader ontzet, waarna het doorvoer naar Riouw. Na eerst een fort op het eilandje Mars (het huidige Pulau Penyengat) veroverd te hebben zond Van Braam twee kapiteins, Stavorinus en Van Rechteren, naar Riouw met een voorstel voor een vredesverdrag. Dat werd op 1 november ondertekend.
De terugreis ging via Batavia en Ceylon, van waar Stavorinus met de Goes in augustus 1785 nog naar Madras voer om de Engelsen aan te sporen de verwoeste Nederlandse factorijen aan de Coromandelkust terug te geven aan de VOC, zoals bij de vrede bepaald was. Op 28 juni 1786 was het eskader terug op de rede van Texel.
Na de succesvolle expeditie naar Riouw werd Stavorinus bij de Zeeuwse Admiraliteit tot schout-bij-nacht bevorderd. Twee jaar later kreeg hij echter plotseling een hersenbloeding, waaraan hij op 9 november 1788 op 49-jarige leeftijd overleed. Hij werd begraven in de Waalse kerk in Middelburg.

## Reisjournalen

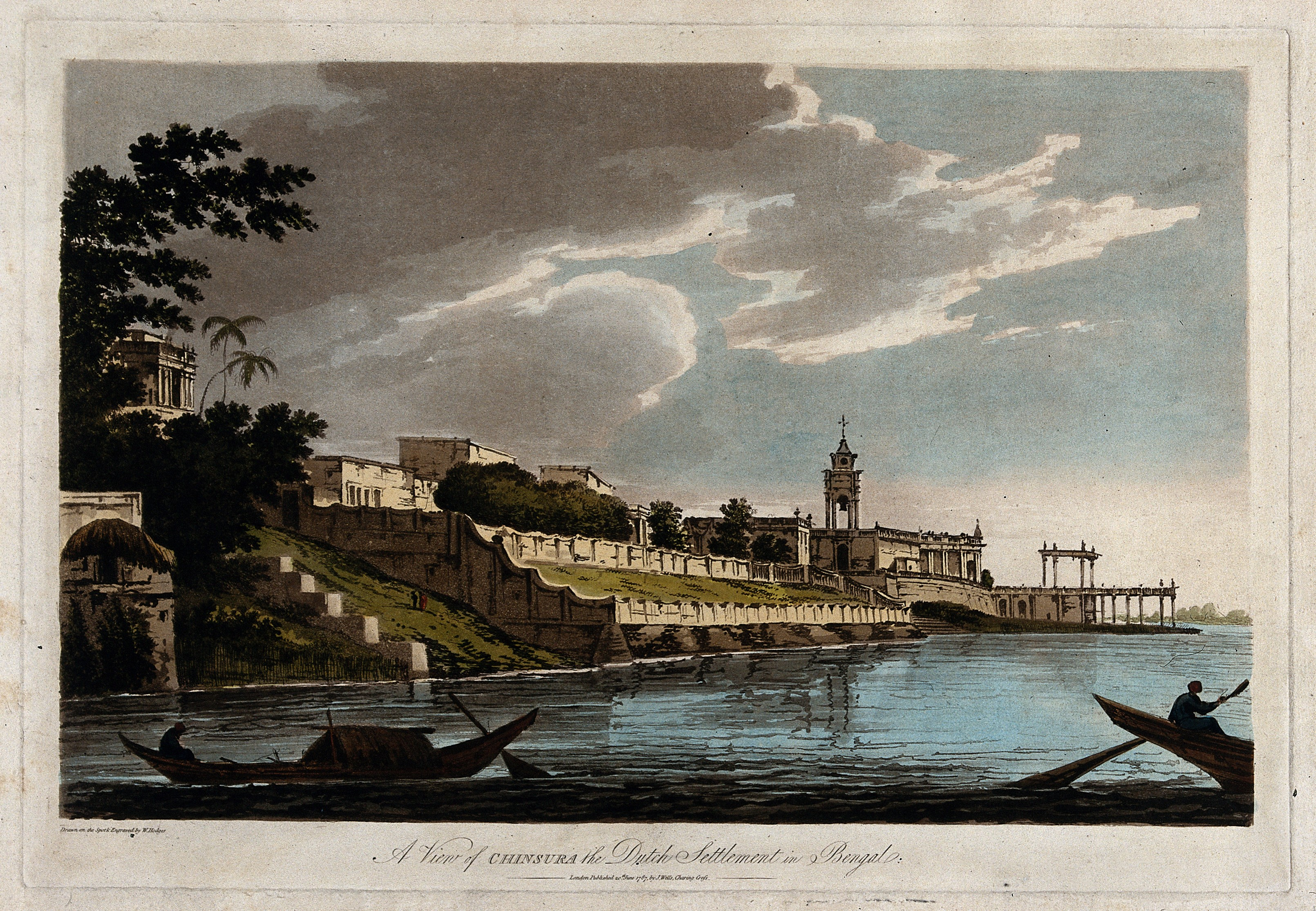
De VOC-factorij in Bengalen rond 1780.

Stavorinus' notities waren zowel gebaseerd op archiefstukken aanwezig in de VOC-factorijen als op eigen waarneming. Met name de zogenoemde 'memories van overgave' van de opperhoofden, directeuren en gouverneurs aan hun opvolgers, die informatie gaven over de toestand van de factorij en de handel, werden door hem gelezen. Maar vooral ook zijn eigen waarnemingen van de landen, volken en de flora en fauna zijn van historische waarde. Zijn interesse voor religies betrof vooral het Hindoeisme. Zo ontmoette hij in Bengalen een 'fakir of heilige': 'hij zat bij een smeulend vuur, rondom in de asch, en geheel naakt: zijn hair was zeer lang en zwart, en stijf van de asch en vuiligheid, daar het mede besmeerd was.' 'Zulke, die zich zoo voorbeeldeloos pijnigen, worden bij het volk in een grooten eerbied gehouden: een meenigte van deze fakirs zwerven het land door, en behoeven voor hun kost niet te zorgen, vermits het bijgeloovig volk het zich voor een groot geluk rekent, deze heilige bedelaars, welke zich om den Godsdienst zoo veele ligchaams pijnigingen aandoen, van het noodig onderhoud te voorzien'.

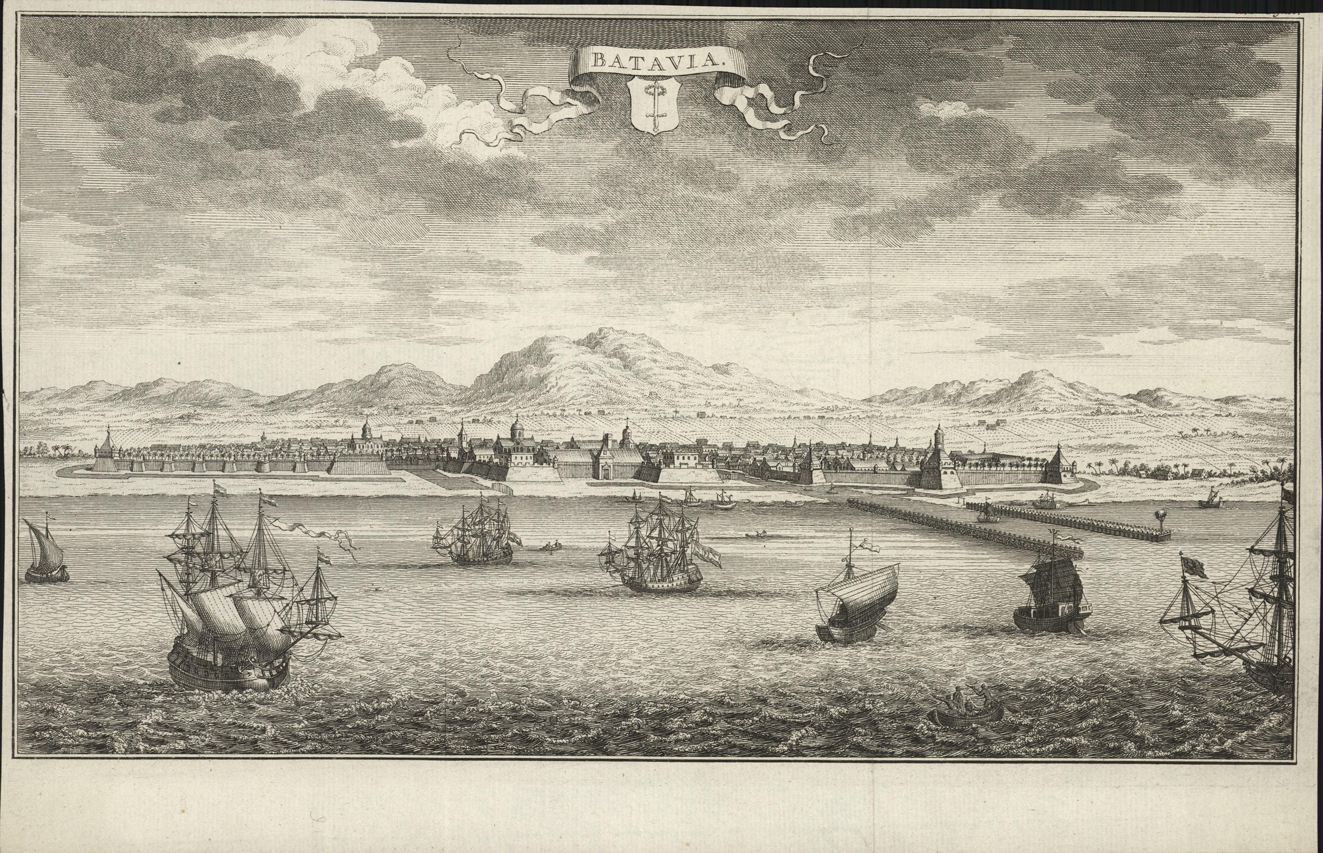
Batavia.

Stavorinus maakte zijn reizen in de nadagen van de VOC, toen deze in verval verkeerde, hoewel tussen 1760 en 1770 de financiële situatie juist weer verbeterd was. Hij uitte kritiek op allerlei zaken, zoals de rangen- en standencultuur in Batavia en de grote macht van de gouverneur-generaal, ook al was hij over Petrus van der Parra, die in 1770 in functie was, wel te spreken als 'een man vijandig van alle pracht' en 'den geheelen dag zeer werkzaam'. Stavorinus beschreef het verval en het ongezonde klimaat van de oude benedenstad van Batavia. Deze 'allerongezondste plaats' stond in schril contrast met het bloeiende handelscentrum in de 17e eeuw. Door de ontbossing en de irrigatiewerken voor de suikercultuur in de Ommelanden stroomde er steeds minder rivierwater naar zee, waardoor veel waterwegen dicht slibden. Het gebrek aan watercirculatie had veel van de oude grachten veranderd in stinkende modderpoelen. De grote mortaliteit weet Stavorinus terecht aan de nabijheid van 'moerassen en stilstaande wateren', hoewel hij zoals zijn tijdgenoten de 'schadelijke uitwaasemingen' daarvan als oorzaak van de sterfte zag, in plaats van de nog onbekende malariamuggen. De hygiëne in de hospitalen en op de schepen vond hij beneden peil. De kennis van nieuwe navigatietechnieken van de schippers en stuurlieden liet te wensen over. Ook het geldbejag en de corruptie van het hogere personeel verontrustten hem. Velen hielden zich bezig met particuliere handel, meer dan was toegestaan. Daarnaast waren er veel manieren om zich te verrijken met emolumenten. De algemene ontwikkeling van veel medewerkers vond hij laag. De VOC had in deze tijd moeite nog geschikte mensen te vinden voor een risicovolle loopbaan in de tropen. Voor eigen rekening handelen deed Stavorinus overigens zelf ook, en hij was daar ook eerlijk over. Vermoedelijk met de opbrengsten daarvan kocht hij de buitenplaats het Park in West-Souburg.
Het is niet bekend waarom Stavorinus zijn journalen niet zelf heeft uitgegeven. Ze bevatten te veel bedrijfseconomische en natuurwetenschappelijke feiten en details om slechts bedoeld te zijn geweest voor familie en vrienden. Ook de kritiek die hij op de VOC uitte werd in die tijd breed gedeeld. De journalen werden na zijn dood uitgegeven door zijn zoon.
Vlak na het verschijnen van de laatste delen van zijn reisverhalen in 1798 verscheen ook een Engelse vertaling door Samuel Hull Wilcocke met de titel Voyages to the East Indies. Veel VOC-factorijen waren inmiddels in Britse handen gevallen, en Wilcocke was begonnen met het verzamelen van informatie daarover voor een breed publiek. Toen hij vernam van de uitgave van Stavorinus’ journalen besloot hij deze te vertalen en er zijn eigen informatie aan toe te voegen in de vorm van aanvullingen en annotaties. Er volgden daarna ook vertalingen in het Frans en in het Duits.

## Werken
- Stavorinus, Johan, Reize van Zeeland over de Kaap de Goede Hoop naar Batavia, Bantam, Bengalen, enz., A. en J. Honkoop (1793)
- Stavorinus, Johan, Reize van Zeeland over de Kaap de Goede Hoop en Batavia, naar Samarang, Macasser, Amboina, Suratte, enz. Eerste Deel, A. en J. Honkoop (1797).